# Bibliotheek Tromsø
De openbare bibliotheek van Tromsø is een bibliotheek voor inwoners en bezoekers van de gemeente Tromsø, in Noord-Noorwegen. Het hoofdgebouw werd op 3 augustus 2005 voor het publiek geopend. Het bevat verzamelingen verspreid over vier verdiepingen, met ook het stadsarchief.
Het gebouw zelf werd gebouwd onder het oorspronkelijke dak van de voormalige "Fokus Kino" bioscoop die werd ontworpen door architect Gunnar Bøgeberg Haugen en op 16 maart 1973 werd geopend. Hij ontwierp de speciale dakconstructie op basis van soortgelijke constructies van de Spaanse architect Felix Candela. Het is ontworpen als vier grote bogen die een hyperbolische paraboolvorm vormen.
Het dak is sinds de oprichting van het gebouw van zeer hoge kwaliteit gebleven, zodat bij de wederopbouw het zelfdragende dak behouden kon blijven.